# Collegium Nobilium pijarów w Warszawie

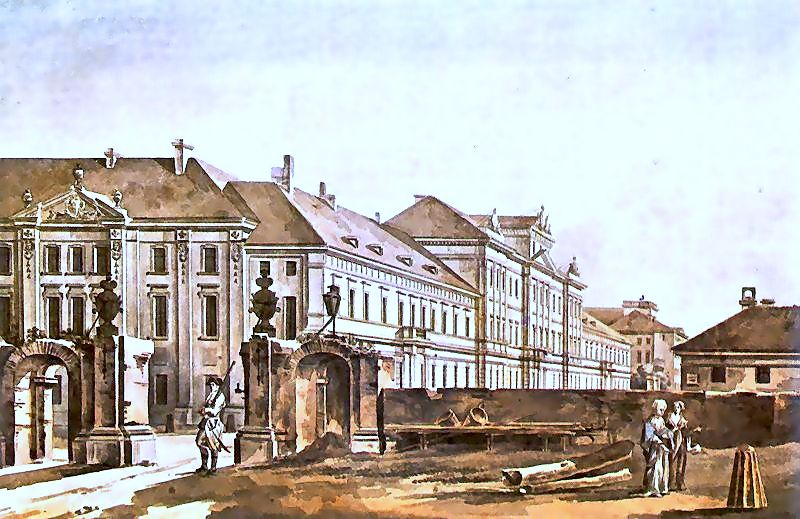
Collegium Nobilium po przebudowie przez Zawadzkiego w 1788 na akwareli Widok konwiktu Pijarów Zygmunta Vogla

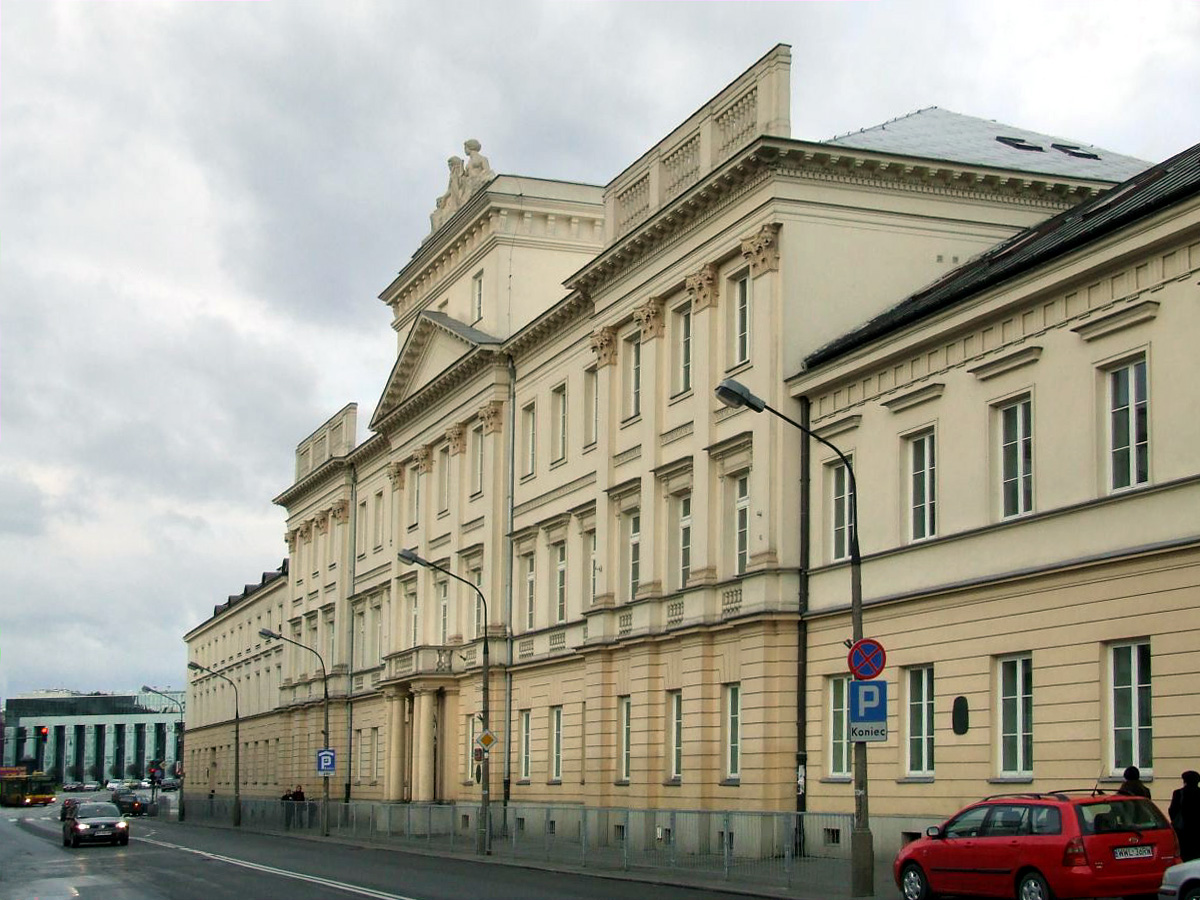
Obecny wygląd gmachu Akademii Teatralnej przy ul. Miodowej 22/24 (widok w kierunku placu Krasińskich)

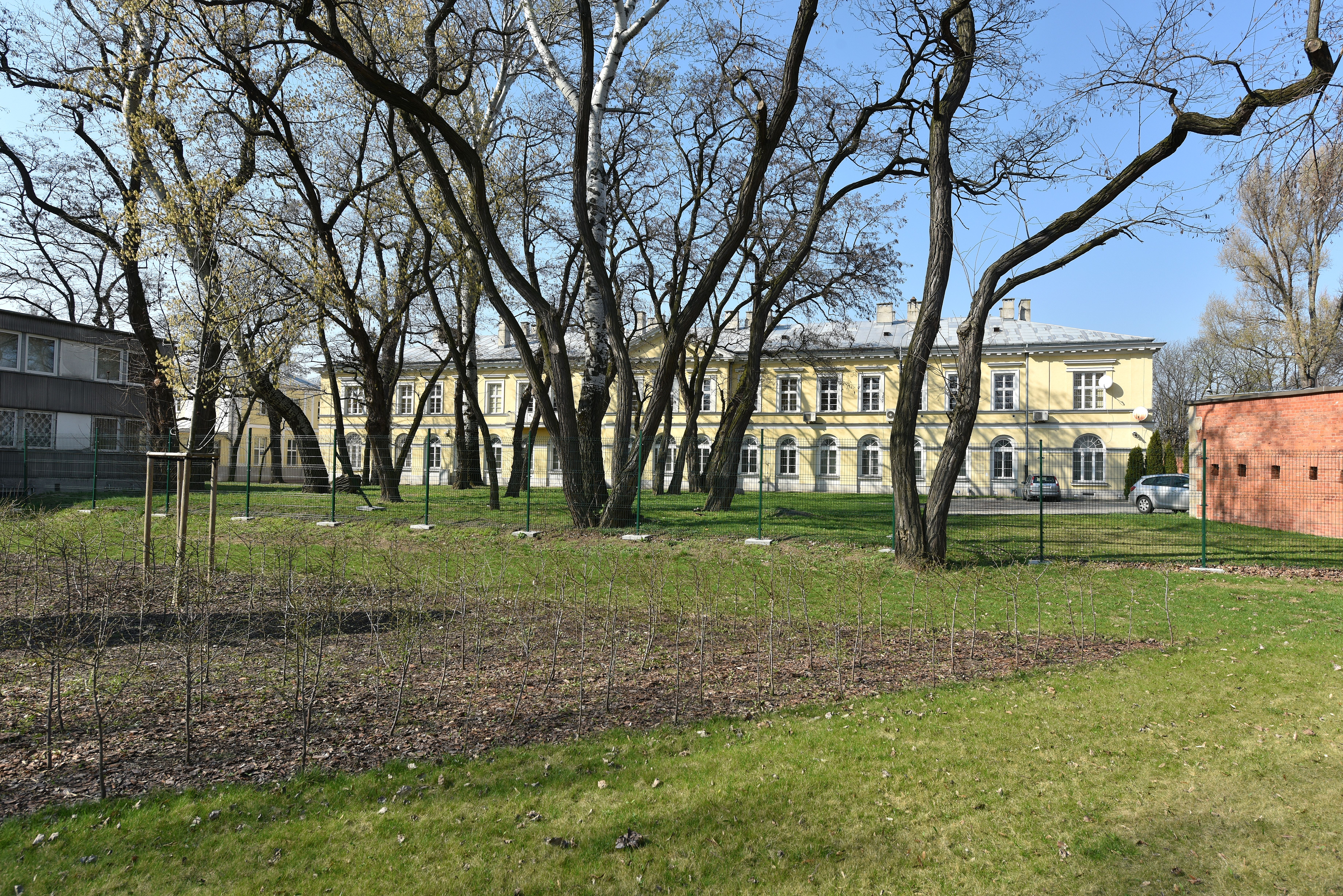
Cytadela Warszawska. Budynek mieszkalny wzniesiony w latach 1829–1930 będący częścią konwiktu pijarów

Collegium Nobilium pijarów w Warszawie łac. Collegium Nobilium Scholarum Piarum – szkoła posiadająca charakter uczelni wyższej, założona w 1740 roku w Warszawie przez pijara Stanisława Konarskiego.

## Historia
Początkowo jako Collegium Novum (nazwę zmieniono jesienią 1741) na ulicy Długiej, następnie rozbudowana do ulicy Miodowej (mieści się tam obecnie Akademia Teatralna im. Aleksandra Zelwerowicza).
W 1774 rektor Augustyn Orłowski zakupił teren pomiędzy Wisłą, al. Gwardii i wąwozem Bełczącej na terenie jurydyki Szymanowska z przeznaczeniem na letnią siedzibę szkoły. W 1775 wzniesiono tam piętrowy budynek i zabudowania gospodarcze. Po zajęciu w 1807 budynku Collegium przez wojska francuskie, zdecydowano o przeniesieniu siedziby szkoły na Żoliborz na stałe. 
Prowadzona przez pijarów szkoła była przeznaczona dla synów magnackich i bogatej szlachty. Uczęszczało do niej kilkudziesięciu uczniów. Jej zadaniem było kształcenie młodego pokolenia Polaków w poczuciu obywatelskiej odpowiedzialności za losy kraju i wychowywanie uczniów na przyszłą elitę społeczeństwa.
Kolegium dzieliło się na 5 klas, nauka trwała 8 lat (klasy II, IV oraz V były dwuletnie).
Szkoła działała do 1832, kiedy to jej siedziba znalazła się w obrębie Cytadeli Warszawskiej.

## Program nauczania
Dopiero po otwarciu tej szkoły jezuici zdecydowali się na otwarcie własnych sześciu kolegiów
szlacheckich.
W szkole kładziono duży nacisk na nauki przyrodnicze, rozszerzono program o dodatkowe przedmioty (np. historię, prawo polskie i międzynarodowe, ekonomię, nauki ścisłe) oraz ograniczono łacinę i grekę na rzecz języka polskiego, a także języków nowożytnych (francuski, niemiecki). Dbano o wykształcenie jasnego, precyzyjnego sposobu wysławiania się i argumentowania wzorowanego na zasadach starożytnej „cycerońskiej” retoryki. Dużą rolę wychowawczą odgrywał także szkolny teatr.
Placówka zapoczątkowała reformę szkół pijarskich.  Do wypracowanych w Collegium Nobilium rozwiązań nawiązywała także Komisja Edukacji Narodowej.

## Nauczyciele
- Onufry Kopczyński
- Samuel Chróścikowski[7]
- Michał Dymitr Krajewski
- Adam Tadeusz Naruszewicz
- Antoni Wiśniewski
- Teodor Ostrowski
- Ignacy Zaborowski
- Edmund Andraszek
- Stefan Łuskina
- Franciszek Siarczyński
- Kazimierz Aleksander Pułaski

## Studenci
- Ludwik Szymon Gutakowski
- Tadeusz Antoni Mostowski
- Stanisław Mycielski
- Piotr Ożarowski
- Michał Jan Pac
- Ignacy Potocki
- Stanisław Kostka Potocki

## Budynek Collegium Nobilium po zakończeniu działalności szkoły
W 1807 budynek zajęto na szpital wojskowy, a później do 1830 działała w nim Szkoła Wojskowa Aplikacyjna. W latach 1830–1876 był on siedzibą Sądu Apelacyjnego.
Budynek był kilkakrotnie przebudowywany wraz z jego zmieniającą się funkcją. Pierwotnie barokowy o bogatym wystroju wnętrz i fasady, został przebudowany w stylu polskiego klasycyzmu na początku XIX wieku według projektu Antonio Corazziego. Jeszcze w XIX wieku budynek został podzielony na część mieszkalną przeznaczoną dla urzędników państwowych i pełniącą funkcję mieszczańskiej kamienicy, oraz na część biurową, gdzie ulokowały się urzędy i sądy. Pomimo przebudów budynek zachował swój pierwotny, barokowy układ kondygnacji z reprezentacyjnym podwyższonym pierwszym piętrem, tzw. piano nobile. Zachowały się także oryginalne ściany piwnic z I połowy XVIII wieku, wraz z wciąż widocznymi umieszczonymi w nich głazami fundamentowymi.
W latach 30. XX wieku w gmachu Collegium Nobilium przy ul. Miodowej 24 siedzibę miał Najwyższy Trybunał Administracyjny.
Budynek Collegium Nobilium został niemal doszczętnie zniszczony podczas powstania warszawskiego oraz bezpośrednio po nim w wyniku zaplanowanego niszczenia miasta. Po zakończeniu II wojny światowej budynek został odbudowany według projektu Wojciecha Onitzcha, Mariana Sulikowskiego i Andrzeja Uniejewskiego w nowoczesnym kształcie, odtworzono wyłącznie klasycystyczną fasadę. Mimo gruntownej modernizacji, w kilku pomieszczeniach na parterze budynku zachowały się oryginalne XVIII i XIX-wieczne sztukaterie i supraporty, oraz reprezentacyjny hall wejściowy ozdobiony kolumnami jońskimi z okresu przebudowy budynku według projektu Antonia Corazziego. W czasie II wojny światowej budynek Collegium Nobilium był miejscem narodzin niezwykłej miłości. Historia młodej, mieszkającej w budynku Collegium łączniczki ukrywającej w swoim pokoju starego Żyda została opisana w książce Marka Edelmana I była miłość w getcie.
Do historii szkoły i istniejącego w niej teatru nawiązuje utworzony w 1999 Teatr Collegium Nobilium.